# Marineland d'Antibes
Pour les articles homonymes, voir Marineland.
Le parc Marineland, aussi couramment appelé Marineland d’Antibes, est un ancien parc à thèmes français situé sur la Côte d'Azur, à Antibes (Alpes-Maritimes). Fondé en 1970 par Roland de La Poype, il est aujourd’hui la propriété de la multinationale espagnole Parques Reunidos, dont le principal actionnaire sont les fonds d'investissement EQT Partners et Elliott Management. Inauguré le 22 juin 1970, le parc ferme ses portes le 5 janvier 2025. 
Étendu sur vingt-six hectares et abritant environ 4000 spécimens, il se composait d'un parc zoologique marin comprenant notamment un delphinarium et plusieurs aquariums, d'un parc aquatique (Aquasplash), d'un parc de jeux pour enfants (Kid's Island), d'un minigolf (Aventure Golf) et d'un hôtel trois étoiles So. Blue Hotel (ex Marineland Hotel). Le delphinarium était l'un des deux existant en France et l'un des deux à présenter des orques en Europe.
Il était membre permanent de l'Association européenne des zoos et aquariums (EAZA) et participe à plusieurs programmes européens pour les espèces menacées (EEP).
Avec 425 000 visiteurs annuels, c'était l'un des sites touristiques les plus visités de la région Provence-Alpes-Côte d'Azur. Son parc zoologique est quant à lui l'un des cinq les plus visités de France et le plus fréquenté des zoos privés.
C'était  un acteur économique important qui employait plus de 103 salariés permanents, dont 50 soigneurs-animaliers. En 2023, son chiffre d'affaires était de 20,9 millions d'euros alors qu'il affichait une perte de 5,73 millions d'euros.
Depuis la sortie du film documentaire Blackfish en 2013, Marineland était de plus en plus critiqué par les opposants à la captivité des cétacés, qui estiment que les delphinariums ne permettent pas d'assurer des conditions de vie satisfaisant les besoins propres à ces espèces. En raison d'une baisse de fréquentation depuis plusieurs années et de la loi du 30 novembre 2021 interdisant les spectacles de cétacés en France à l'horizon 2026, le parc annonce sa fermeture définitive pour le 5 janvier 2025. 

## Historique

### Années 1970
En 1970, Roland de La Poype, un industriel de la plasturgie issu de la noblesse française, ancien pilote de chasse de la Seconde Guerre mondiale et passionné du monde marin, crée le Marineland d'Antibes sur la Côte d'Azur avec pour mission de faire connaître la vie des grands animaux marins alors difficilement accessibles à un large public.

Premier logo du Marineland.

En 2000, son fondateur affirme : « J’ai créé Marineland pour mieux faire connaître les animaux marins et mieux les défendre face aux massacres dont ils étaient victimes ». Il souhaitait « ouvrir grand les portes d'un univers animalier fascinant, proposer une véritable leçon de sciences naturelles et faire en sorte que tous, petits et grands repartent en ayant appris quelque chose ».
La spécificité de ce zoo marin reposait sur son alimentation en eau de mer, qui représentait une complexité technique importante. Le système d’alimentation du parc en eau de mer était une installation technique qui pompait l’eau de mer et la recyclait dans chaque bassin toutes les deux heures à travers plusieurs filtres dont la capacité dépassait deux millions de litres par heure. Le système était rendu possible grâce, entre autres, à l’implantation du parc à 300 mètres de la mer. Ce système a évolué jusqu’à permettre, hier, une connexion avec la mer à 600 m au large, à 68 m de fond. Il permettait une alimentation optimale en eau de mer avec une température constante (14 °C) et une meilleure qualité d’eau tout au long de l’année.
À sa création, le Marineland présentait un couple d'orques, Calypso et Clovis, en provenance respectivement du zoo de Cleethorpes (Angleterre) et de l'aquarium de Seattle (États-Unis). Capturées sauvages dans le détroit de Juan de Fuca, sur la côte ouest de l'Amérique du Nord, elles sont mortes peu de temps après leur arrivée au Marineland, en décembre 1970 et en février 1973.
Quelques années plus tard, un nouveau couple d'orques vient les remplacer : Kim, un mâle prélevé en octobre 1976, et Betty, une femelle prélevée en octobre 1978, fraîchement arrivés d'Islande.

### Années 1980
L'orque mâle Kim meurt le 24 juillet 1982 à l'âge estimé de 11 ans. Le 6 mars 1983, l'orque mâle Kim II, et l'orque femelle Freya, rejoignent l'orque femelle Betty, après avoir été eux aussi capturés au large de l'Islande en octobre 1982. La dominante Betty meurt le 8 septembre 1987 à l'âge estimé de 12 ans. En 1990, c'est une orque femelle, Sharkane, et une orque mâle, Tanouk, capturés en Islande en octobre 1989, qui font leur arrivée au parc, qui héberge dès lors deux couples d'épaulards reproducteurs.
En 1982, un bassin pour éléphants de mer est créé.[réf. nécessaire]
Entre 1985 et 1989, le parc se diversifie et ouvre différents parcs à thèmes, ainsi qu'un Musée de la Marine, présentant la plus grande collection privée d'Europe. Les parcs créés sont Aquasplash, la Jungle des Papillons et Adventure Golf.
En 1985, le 2e bassin des orques (actuellement bassin des dauphins) est construit.[réf. nécessaire]

### Années 1990

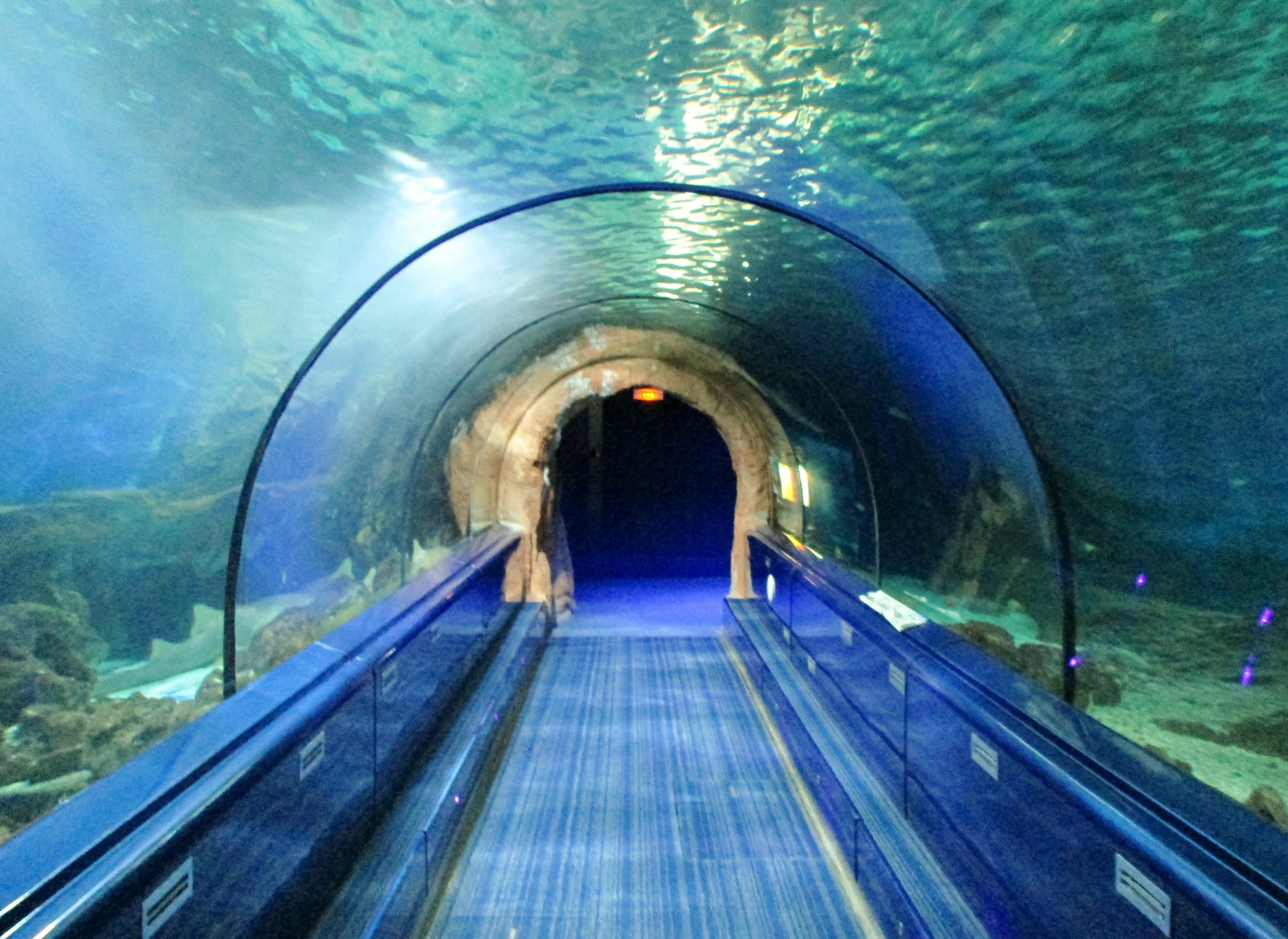
Le tunnel de l'Aquarium des requins et raies, construit en 1996.

1990 marque l'ouverture de la Petite Ferme Provençale, la création d'un service pédagogique et la première naissance de dauphins.
Le 25 février 1993, une première naissance viable survient chez les épaulards, Shouka, une femelle née des amours de Sharkane et Kim II.
Fin 1995, l'orque mâle Tanouk est transféré au Japon. 1996 marque une étape importante dans le développement du parc, avec la création de Sharks, un aquarium des requins et raies de 2 millions de litres, avec un tunnel de 30 m de long qui le traverse. C'est cet aquarium qui permettra la reproduction des requins gris (Carcharhinus plumbeus) en captivité. Le 13 février 1996 marque la venue au monde de l'orque Valentin, un mâle né des amours de Freya et Kim II. En 1998, Marineland crée le Centre de Recherche pour les Cétacés (CRC), qui a pour vocation d’étudier et de protéger les mammifères marins de Méditerranée.
En 1999, des Aquariums et des récifs tropicaux sont construits.[réf. nécessaire]

### Années 2000

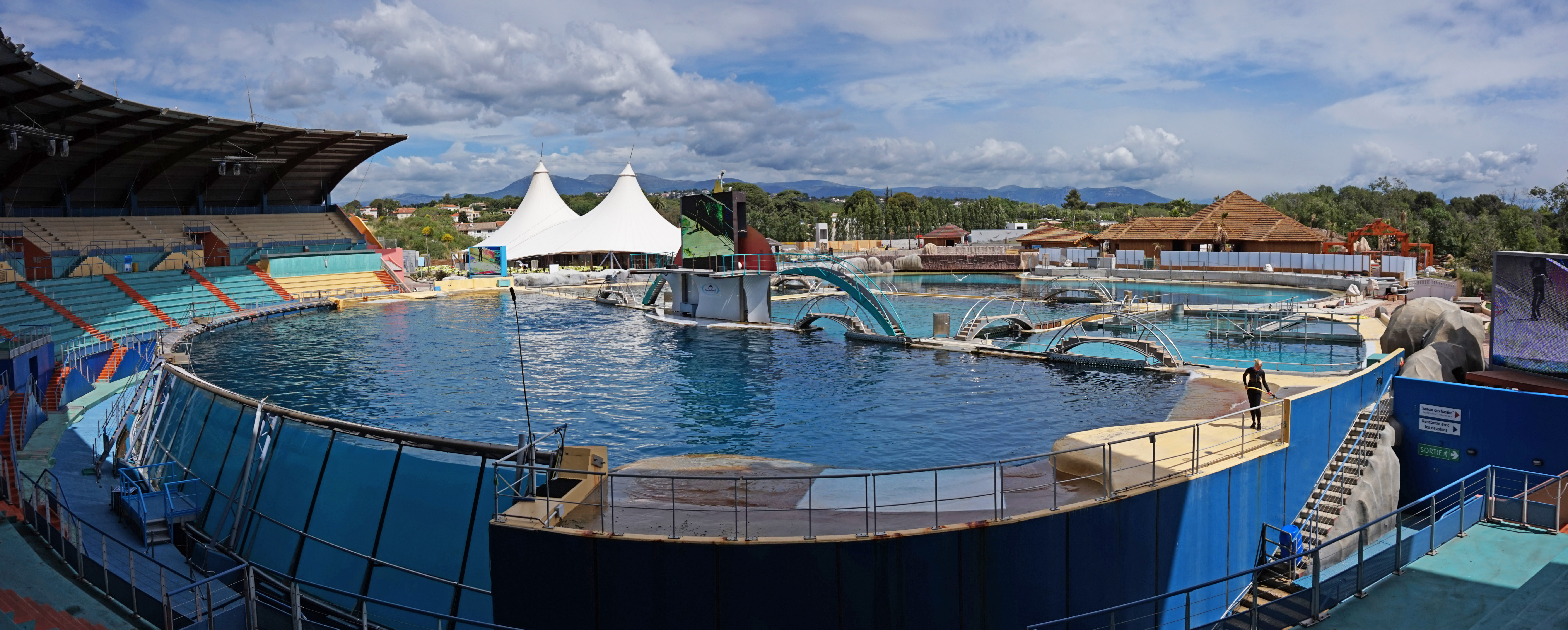
Les bassins des orques construits en 2000.

La 2e étape importante pour le développement du parc et la construction du nouveau bassin des orques en 2000, 44 millions de litres d'eau de mer répartis en cinq lieux de vie. Cette année-là voit aussi le début du travail dans l'eau des soigneurs avec les orques, pendant le dressage et pendant les spectacles, grâce à l'arrivée d’une soigneuse du Sea World Orlando, où cette forme de travail est expérimentée depuis quelques années. Le 1er juin 2001 marquait la venue au monde de l'orque Wikie, une femelle née des amours de Sharkane et Kim II. Cette nouvelle naissance porte le nombre d'épaulards à sept : Kim II, Freya, Sharkane, Valentin, Inouk, Shouka et Wikie.
En 2005, le bassin Lagon, qui permettait aux visiteurs d'interagir avec les dauphins, était construit. Le 23 novembre 2005, Kim II le grand mâle orque meurt à l'âge estimé de 25 ans.
En janvier 2006, un conflit survient entre le directeur général, Mike Riddell, et les actionnaires, pour l'essentiel des membres de la famille du propriétaire et fondateur Roland de La Poype, conduisant au licenciement du directeur, à la tête du parc depuis 25 ans. Il était alors provisoirement remplacé par Jean-François de Chambrun, un ami de Roland de la Poype. Les actionnaires décidèrent alors de vendre le parc et sont approchés par la Compagnie des Alpes. En février, à la suite du recours d'un voisin, la cour d'appel d'Aix-en-Provence ordonnait la démolition d'une partie des extensions du parc, dont le tunnel de l'Aquarium des requins, pour non-conformité.
Au printemps, le directeur général provisoire évoque deux candidats possibles pour la reprise de l'entreprise : les multinationales espagnoles Aspro-Ocio et Parques Reunidos. Durant l'été, c'est le groupe Parques Reunidos, qui gère alors 72 parcs dans 11 pays, qui achète le Marineland d'Antibes. Le montant exact de la transaction n'est pas communiqué mais la presse parle de 40 millions d'euros, loin des 70 millions évoqués début 2006,. Ce groupe gère des parcs d'attractions, des parcs zoologiques, des parcs aquatiques et des stations téléphériques. Une nouvelle équipe dirigeante arrive alors à la tête du Marineland avec comme directeur général Bernard Giampaolo, ayant travaillé au Club Med et chez Pierre et Vacances, comme directeur animalier un ancien soigneur du parc, l'anglais Jon Kershaw, et comme directeur de la restauration Christophe Carasena, ayant travaillé à Disneyland Paris.
En 2007, un bassin pour les otaries de Steller est créé.[réf. nécessaire]

Ancien logo du parc.

En 2009, est agrandi Antarctica pour accueillir des manchots subantarctiques : les manchots royaux et les gorfous sauteurs. La même année, un espace vétérinaire à demeure s'installe au parc, facilitant aussi les travaux de recherche. Le 3 janvier 2009, la femelle orque Sharkane meurt à l'âge estimé de 24 ans.

### Années 2010
En 2010, Marineland accueillait une nouvelle espèce : un couple d'ours polaires dans un espace de 2 200 m2 aménagé avec des grottes de glace et de l'eau de mer pour permettre une participation au programme européen de reproduction (EEP) et coordonné par l'EAZA. Cette même année, l'espèce menacée des tortues caouannes donne naissance pour la première fois au parc. Le 16 mars 2011 marquait la venue au monde de l'orque Moana, un mâle né par insémination artificielle de Wikie et d'Ulises.
Le 20 novembre 2013 marque la venue au monde de l'orque Keijo, un mâle né des amours de Wikie et Valentin. Les animaux vedettes du parc forment à ce moment-là un groupe de six individus : Freya, Valentin, Inouk, Wikie, Moana et Keijo. En 2014, le Marineland d'Antibes lance un investissement de 30 millions d'euros pour créer une offre d'hébergement et de restauration. Cette année-là, le parc zoologique marin s'étend sur 10 hectares. En septembre, trois mois après la diffusion du film Blackfish à la télévision française, une manifestation contre la captivité des cétacés rassemble environ 300 personnes devant le parc,.
En janvier et février 2015, deux Tursiops meurent, la jeune femelle Mila-Tami (8 ans) d’une occlusion gastrique due à des végétaux, et le grand mâle Éclair (25 ans) d'un cancer de la prostate. Leur mort ne sera révélée par le parc qu'en juillet 2015, après la manifestation des opposants à la captivité des cétacés.
Un hôtel 3 étoiles de 95 chambres ouvre pendant l'été 2015, intitulé Marineland Resort. Il est renommé Marineland Hotel en 2017. Il est appelé maintenant So.Blue Hotel à la suite de la fermeture définitive du zoo aquatique Marineland le dimanche 5 janvier 2025 à 17 heures. Le 20 juin 2015, la femelle orque Freya meurt à l'âge estimé de 35 ans. Elle était la dernière de la génération des épaulards du parc issus des captures islandaises. Le 12 juillet 2015, une manifestation contre la captivité des cétacés se tient devant l'entrée du Marineland, rassemblant près de 500 personnes, dont John Hargrove, un ancien soigneur du Marineland ayant aussi travaillé pour SeaWorld, et Richard O'Barry, l'ancien dresseur des dauphins de la série Flipper,. En août 2015, entre 400 et 500 personnes se rassemblent à nouveau devant le parc pour protester,.
Dans la nuit du 3 au 4 octobre 2015 le parc subit les inondations qui frappent les Alpes-Maritimes. Situé près du fleuve côtier de la Brague, un des principaux cours d'eau en crue, il est balayé par une vague d'eau boueuse de 1,5 à 2,5 m, submergeant certains bassins. Dans un premier temps, le directeur, Bernard Giampaolo, parle de « casse animale » et affirme que le parc a été touché « à plus de 90 % sur toutes les installations techniques », le parc est en effet privé d'électricité et d'arrivée d'eau. Alors que les bassins sont boueux et que les systèmes de filtration ne fonctionnent plus, le directeur affirme à BFM TV que « les dauphins qui sont en mer aujourd'hui ont la même qualité d'eau que nos dauphins ou nos orques dans nos bassins », alors que les cétacés sauvages peuvent parcourir de longues distances pour s'éloigner des eaux côtières troublées par l'eau des crues sur quelques kilomètres. Un communiqué de presse affirme que « les mammifères marins sont sains et saufs, ils se portent bien ». Une semaine plus tard, le 9 octobre, le parc publie son premier bilan et déplore la mort de quatre tortues, de quelques raies, de poissons, de lapins, de cochons d'Inde, de poules, de chèvres et de moutons, tout en réaffirmant que les autres animaux, dont les cétacés, sont sains et saufs.
Le 12 octobre 2015, le parc publie un nouveau communiqué de presse annonçant la mort du grand mâle orque Valentin, à l'âge de 19 ans. Selon Marineland, l'autopsie pratiquée par ses vétérinaires conclut à une mort par torsion intestinale, dont la survenue pourrait être liée au stress subi pendant les inondations. Le groupe d'orques du parc se retrouve réduit à quatre individus : Inouk, Wikie, Moana et Keijo.
Trois associations opposées à la captivité des cétacés (Réseau-Cétacés, C'est Assez ! et La Dolphin Connection) demandent l'ouverture d'une enquête au préfet et aux services vétérinaires des Alpes-Maritimes. Une inspection de la Direction départementale de la protection des populations (DDPP) est alors menée le 15 octobre au sein du Marineland et la presse rapporte alors les propos de la directrice de ce service, Sophie Béranger-Chervet : « Le bassin a été submergé par une vague. Elle était chargée de matières polluantes, vraisemblablement du gasoil, qui venait d’on ne sait où. Peut-être des villas environnantes. Cela a pollué l’eau des orques. », déplorant au passage une gestion désorganisée. La présence d'hydrocarbures dans le bassin des orques est ensuite démentie par l'intéressée qui affirme que ses propos ont été mal interprétés, et que ses services n'ont de toute façon fait aucune analyse d'eau lors de leur inspection. La Protection Civile Urbaine d'Antibes aurait indiqué plus tard que la pollution provenait d'une copropriété voisine.[réf. nécessaire]
Le 15 octobre, le directeur Bernard Giampaolo est muté au parc d'attractions Mirabilandia, en Italie, après 9 ans à la tête du Marineland. Jesus Fernandez Moran, le directeur de la division zoologique de Parques Reunidos, assure l'intérim à la direction. Les conditions de captivité des orques du Marineland et l'impact des inondations sur sa faune en général ont fait l'objet de questions écrites, de la part du sénateur Jean-Vincent Placé, à la ministre de l’Écologie Ségolène Royal, début novembre, au Sénat,.
Le 25 octobre, une deuxième manifestation se tient devant le parc, sous la forme d'une marche silencieuse. Près de 300 personnes sont rassemblées pour protester contre la captivité des cétacés et rendre hommage aux victimes humaines et animales des intempéries,.
Le 26 novembre John Kershaw, le directeur animalier, annonce sur RTL que les spectacles d'orques changeraient de forme dès la réouverture du parc. Ils ne se feront plus sur de la musique rock ou disco mais sur une musique de documentaire animalier, et les soigneurs, qui sont aussi les dresseurs, ne seront plus applaudis à la fin des représentations. Cette décision intervient deux semaines et demie après l'annonce d'une décision similaire par le SeaWorld de San Diego.
Le journal Le Point, qui avait dénoncé l'omerta régnant au sein du parc à la suite des intempéries d'octobre, déclare en janvier 2016 avoir effectué des analyses d'eau en amont et en aval d'un cours d'eau traversant Marineland, la Maïre, et que celles-ci révèlent une pollution de l'eau par le parc. Les analyses montrent des taux de chlorures et d'hydrocarbures anormalement élevés en aval du parc, dans ce cours d'eau se jetant dans la Brague, qui se jette ensuite dans la mer. Les journalistes révèlent également la présence d'une pompe relarguant des effluents sur une rive de ce cours d'eau. Ces révélations jettent le doute sur l'absence d'hydrocarbures dans le bassin des orques, rempli d'eau de mer et pouvant donc être à l'origine des chlorures retrouvés dans le cours d'eau, ainsi que sur la cause de la mort de l'orque Valentin. Le parc admet alors avoir reversé dans la Brague les eaux polluées de l'inondation, arguant que c'est de la crue de ce fleuve qu'elles provenaient, mais dément avoir nettoyé le bassin des orques via cette pompe. Les résultats d'analyses montrés dans la vidéo du journal Le Point (à partir de 3:00) montrent un taux de chlorure de 408 mg/litre. Or l'eau de mer a une salinité de 30 000 à 40 000 mg/litre. L'eau prélevé par Le Point ne peut donc pas être de l'eau de mer. Quelques jours plus tard, un délégué EELV demande un audit du site sur les conditions de captivité des animaux et sur les mesures prises à la suite des inondations, et appelle à une reconversion du parc.
Début mars, le parc communique sur l'arrivée à sa tête d'Arnaud Palu, le nouveau directeur, en fonction depuis le 18 janvier. Celui-ci était jusqu'alors PDG de Majid Al Futtaim Leisure & Entertainment une société basée à Dubaï aux Émirats arabes unis, filiale du groupe Majid Al Futtaim (en) spécialisée dans le divertissement et exploitant notamment le Ski Dubaï ainsi que de nombreux centres de divertissement familial Magic Planet.
Après 5 mois de travaux de rénovation, le parc rouvre le 21 mars avec un nouveau positionnement se voulant axé sur la pédagogie. Lors de cette réouverture, Jean Leonetti, député-maire d'Antibes (LR), et Christian Estrosi, maire de Nice et président du Conseil régional de PACA (LR), sont présents et apportent leur soutien face à la plainte déposée pour maltraitance. Le parc change de logo.
En mars 2016, l'ONG internationale Sea Shepherd assigne en justice le parc devant le tribunal correctionnel pour « maltraitance animale » et « pollution volontaire »,. La première audience de consignation est prévue pour le 6 septembre. La plainte porte uniquement sur les conditions de vie des animaux et la façon dont le parc a géré les conséquences des intempéries d'octobre 2015. La plainte est jugée irrecevable pour défaut de règlement de la caution.
En mai 2016, un grand dauphin mâle, Alizé, meurt à 24 ans d'une maladie rénale chronique, selon le parc. Début juillet une dizaine de militants indépendants sautent dans le bassin des dauphins pour y déployer des banderoles contre la captivité des cétacés. Le lendemain, une manifestation organisée par le collectif Sans Voix Paca qui manifeste tous les mois devant le parc, rassemble environ 550 personnes. En décembre, Arnaud Palu, directeur du parc, annonce sa démission après un peu moins d'un an à sa tête. Il est remplacé par Pascal Picot en mai 2017.
En 2018, le parc inaugure un Cinéma interactif en cinq dimensions, sur le thème d'une aventure polaire. À l'été 2018, le parc propose une exposition temporaire de 100 photographies de la nature lauréates du 53e concours annuel Wildlife Photographer of the Year du Musée d'histoire naturelle de Londres, puis une exposition des plus belles photos prises dans le parc par les visiteurs à l'occasion du concours « Objectif Marineland ».
À l'occasion de la Route du Rhum 2018, Marineland apporte son soutien à la skippeuse en solitaire, Alexia Barrier, et son association « 4myplanet » en apportant en temps réel des informations au grand public sur les espèces marines rencontrées par la navigatrice au cours de son périple. L’objectif est de proposer un dialogue avec les enfants sur la biodiversité marine et la préservation de ses richesses naturelles via un Livret Pédagogique pour animer des ateliers d’éveil. Les enfants peuvent ainsi bénéficier d’informations pour échanger entre eux et avec leurs enseignants.
À l'été 2019, le parc inaugure une nouvelle exposition thématique : « Associations riment avec Protection », mettant à l'honneur des associations œuvrant pour la protection de la faune et la flore marine (Polar Bear International, Les Aquanautes et l'Association Marineland) au travers d'un parcours photographique. L'exposition propose au visiteur une réflexion sur les espaces marins et sur les actions individuelles qui peuvent être mises en œuvre pour les préserver.

### Années 2020
En décembre 2019, le parc voit la naissance de triplés ours blancs, issus des amours de Flocke et Raspoutine. Cette portée est la deuxième du couple (après l'oursonne, Hope, en 2014). Les portées d'ours blancs sont fréquemment gémellaires, mais elles concernent rarement des triplés : seulement 2,4 % des naissances. Les oursons sortent de leur tanière, après 3 mois passés au chaud contre leur mère, en mars 2020,, pendant le confinement lié à la Covid 19. Ils sont nommés Yuma, Tala et Indiana. Le 19 février 2020, Lotty l'aînée des dauphins, meurt à l'âge estimé de 40 ans.
Dans le cadre de la lutte contre la Covid 19, les établissements recevant du public ferment leurs portes en mars 2020. Marineland ferme les siennes pendant 3 mois, et les rouvre le 19 juin 2020,,, en mettant en place les mesures sanitaires adaptées. Les parcs annexes (Aquaplash, Kid's Island et Adventure Golf) rouvrent le 4 juillet 2020.
Pendant cette période, le parc accueille la naissance de deux bébés dauphins : Luà, fille de Nala et Ollie, fille de Malou.
En octobre 2023, l'une des quatre orques restantes du parc, Moana, un mâle de 12 ans, meurt de septicémie. Cinq mois plus tard, une autre orque mâle âgée de 25 ans, nommée Inouk, meurt d'une entérite et péritonite à la suite de l'ingestion accidentelle d'un corps étranger métallique,.
Le 4 décembre 2024, le parc annonce son projet de fermeture définitive à partir du 5 janvier 2025, en raison de la loi de 2021 qui bannit les spectacles de cétacés.

## Installations et faune présentée

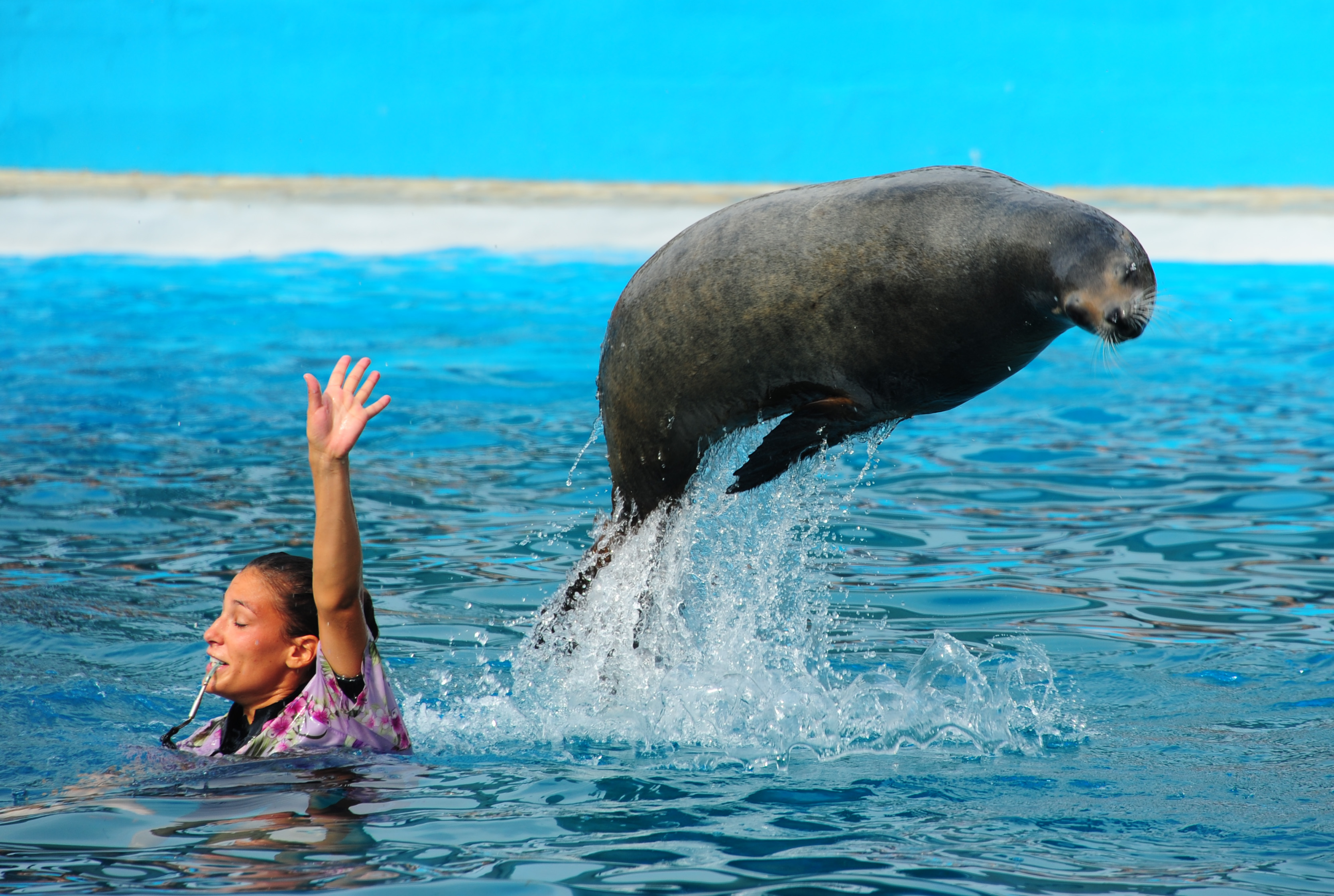
Otarie et soigneuse-dresseuse en représentation.

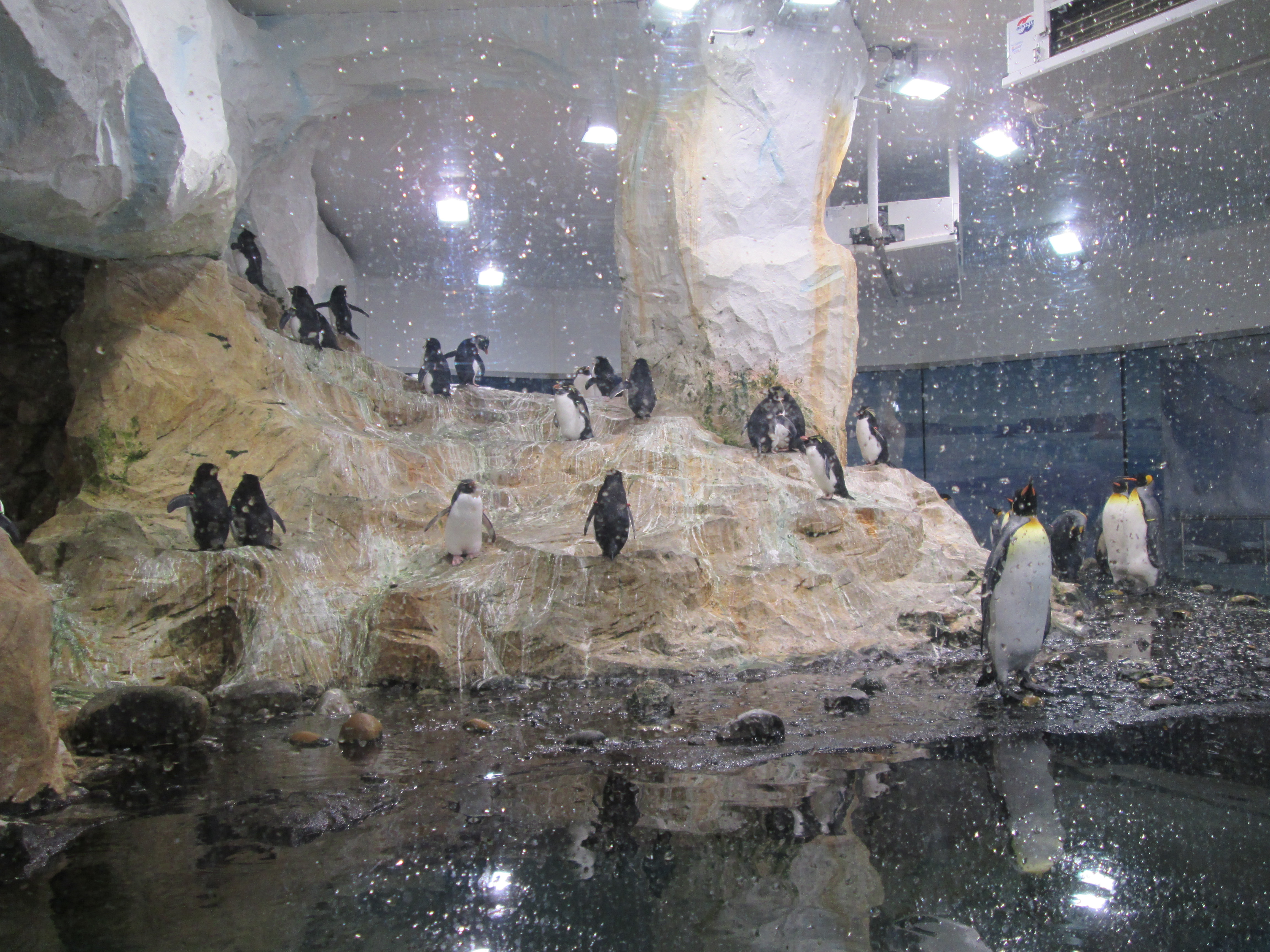
La zone Antartica, avec les manchots royaux, les manchots papous, les gorfous sauteurs et les gorfous dorés.

Le Marineland regroupe des représentants de plusieurs types d'animaux marins : poissons, reptiles, mammifères, oiseaux et invertébrés :
- Deux espèces de cétacés vivent au Marineland : les orques (Orcinus orca) et les grands dauphins (Tursiops truncatus) ;
- Cinq espèces de carnivores vivent au Marineland : otaries de Steller (Eumetopias jubatus), otaries de Patagonie (Otaria flavescens), otaries de Californie (Zalophus californianus), otaries à fourrure du Cap (Arctocephalus pusillus), phoques veaux marins (Phoca vitulina) et ours polaires (Ursus maritimus).

Parmi les oiseaux marins on y trouve trois espèces de manchots : manchots de Humboldt (Spheniscus humboldti), manchots royaux (Aptenodytes patagonicus) et gorfous sauteurs (Eudyptes chrysocome), ainsi qu'une espèce de flamant, le flamant des Caraibes (Phoeniconaias ruber).
Le Marineland assure la reproduction des espèces du parc, dont plusieurs sont classées comme vulnérables par l'Union internationale pour la conservation de la nature : orques (dont une par insémination artificielle), grands dauphins, otaries à crinière, otaries de Californie, requins gris, manchots de Humboldt, gorfous sauteurs, coraux, et manchots royaux pour certains dans le cadre de programmes européens pour les espèces menacés (EEP). Nombre de ces espèces sont des sujets d’études scientifiques, permettant d’alimenter les données sur le monde animal, d’améliorer les conditions de gestion des animaux dans les parcs, ou d’appliquer les connaissances obtenues dans le domaine de la conservation en milieu naturel. Selon le parc, plus de 60 % de ses animaux sont nés sur place et 80 % sont issus des parcs zoologiques. Toujours selon Marineland et l'EAZA, sur 40 mammifères marins, seuls quatre sont actuellement originaires du milieu naturel.

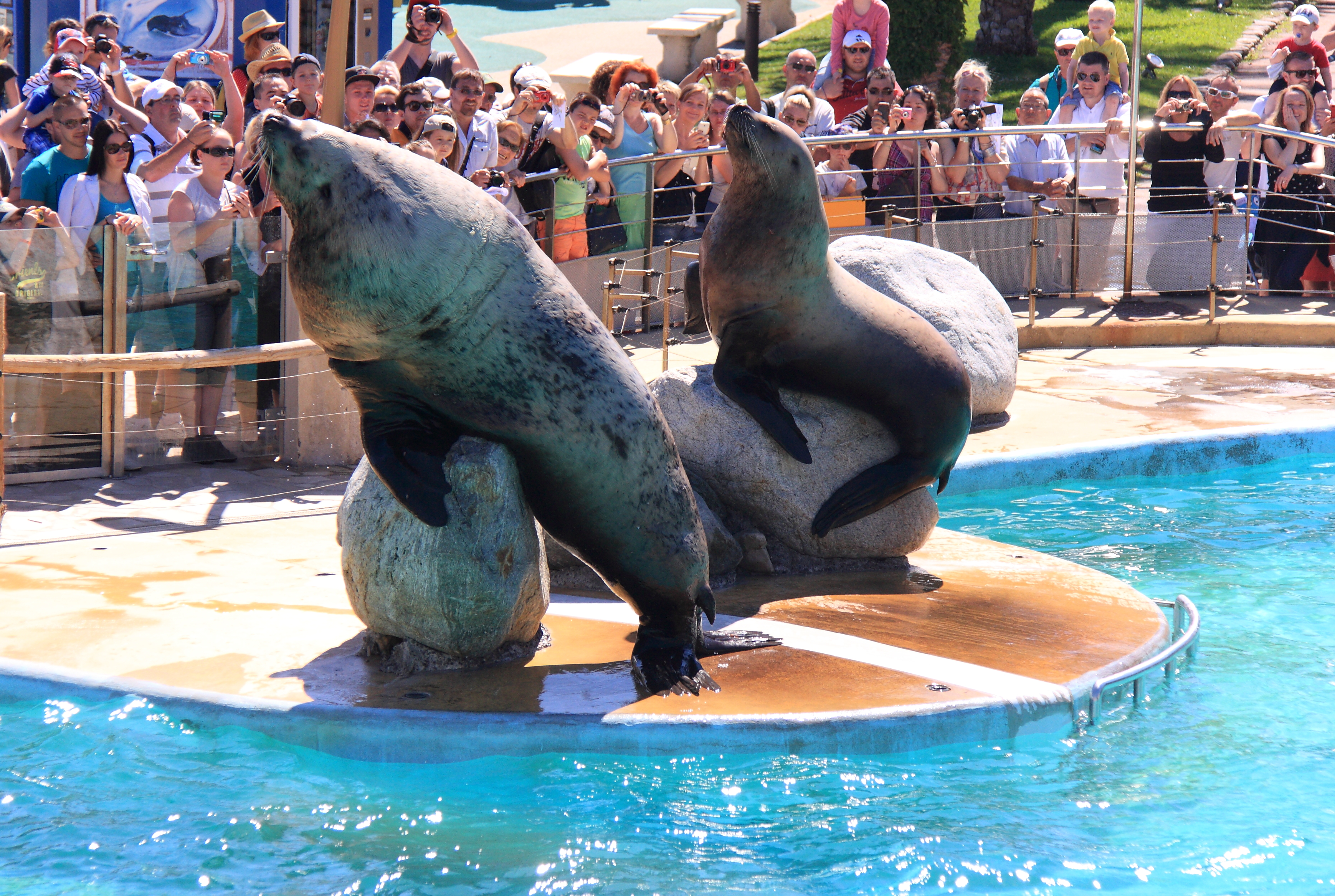
Otaries de Steller.
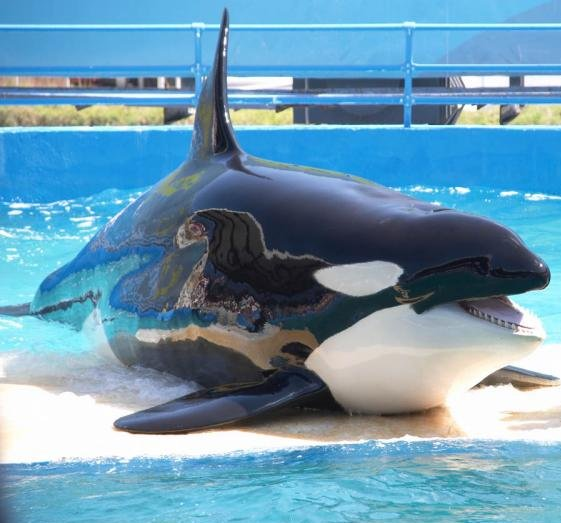
Orque.
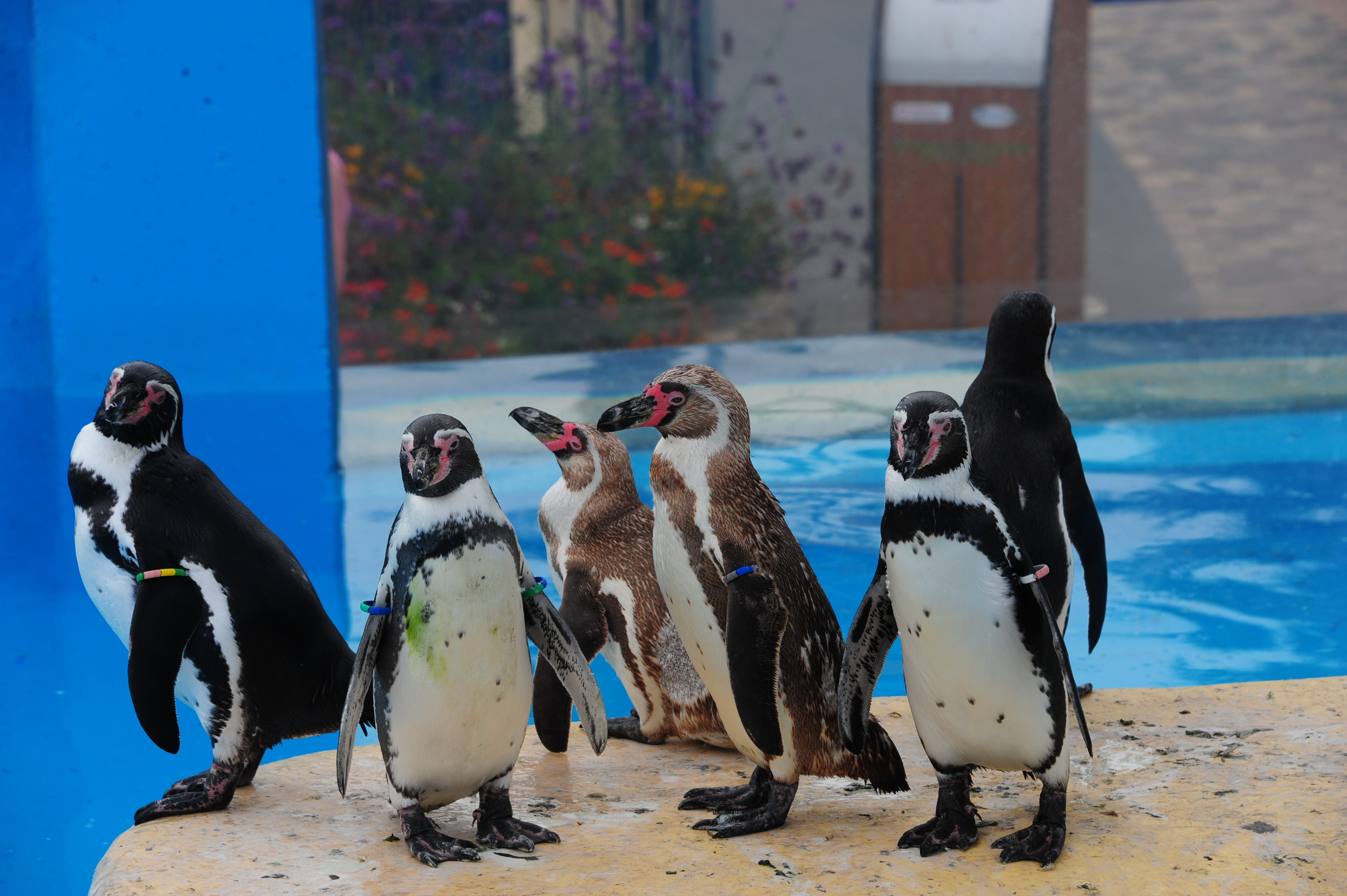
Manchots de Humboldt.
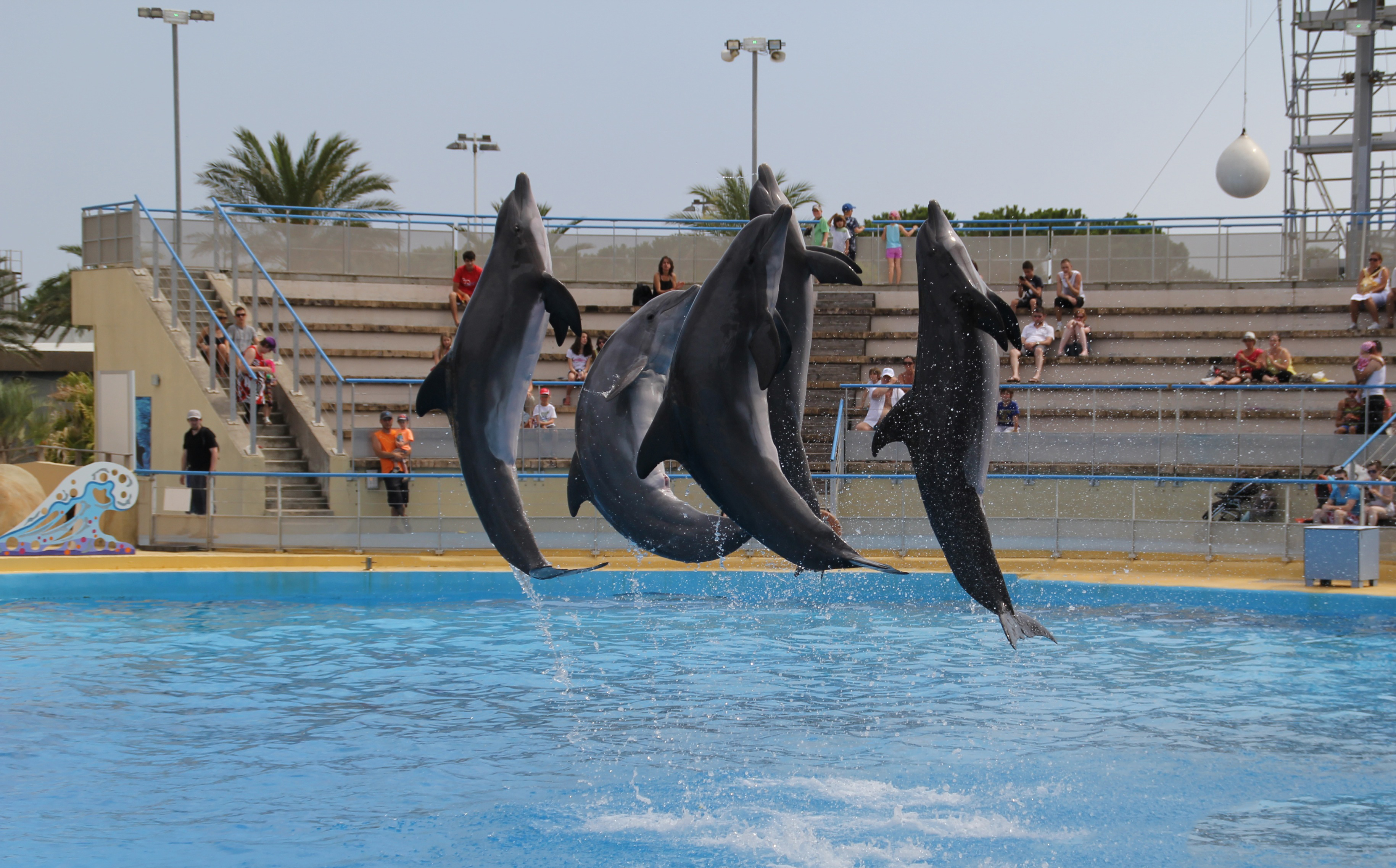
Grands dauphins.

### Dauphins

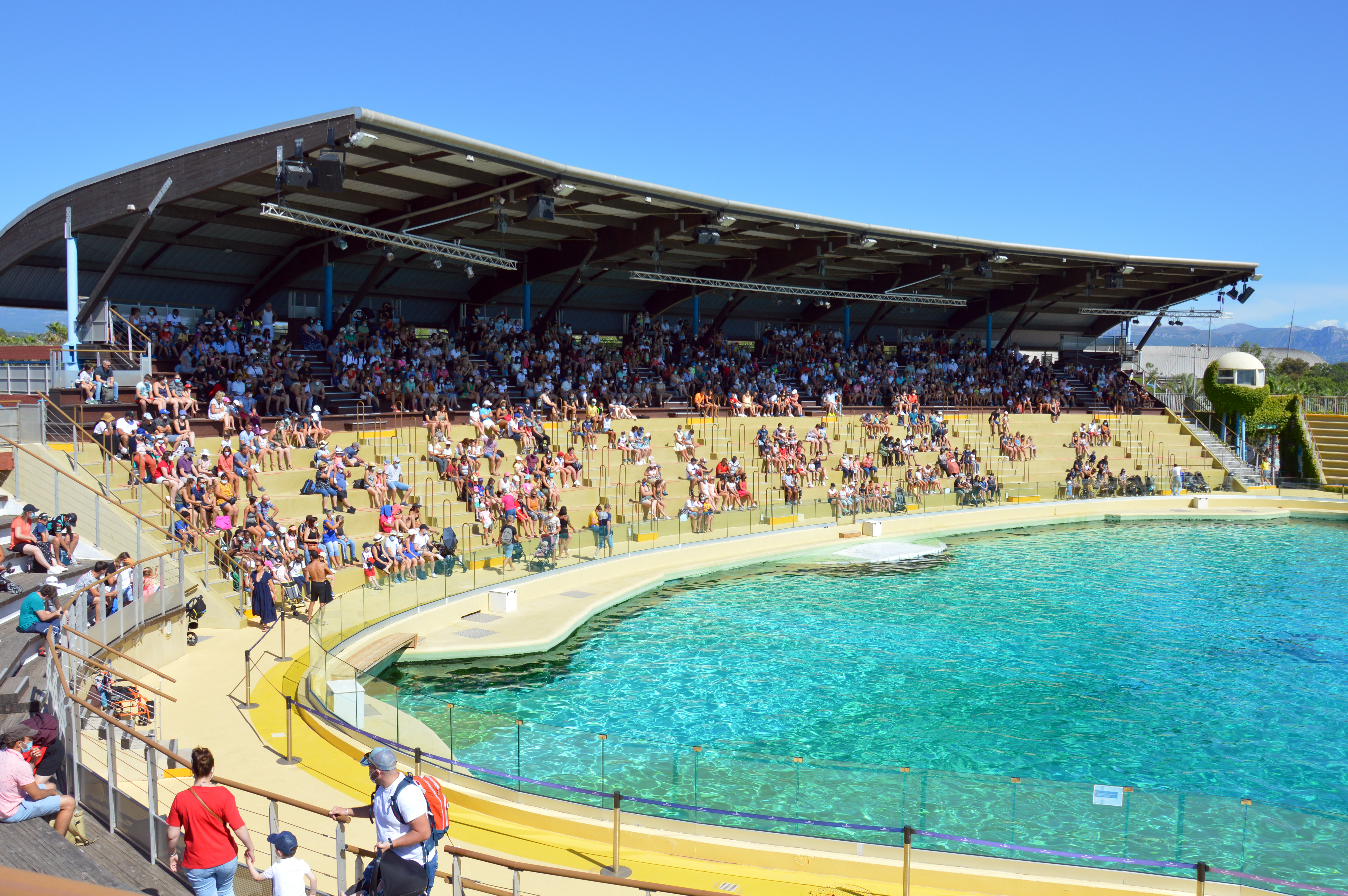
Bassin des dauphins.

Marineland présente des grands dauphins (Tursiops truncatus) depuis l'ouverture du parc en 1970. Il participe au Programme européen pour les espèces menacées (EEP), consacré au grand dauphin, bien que cette espèce ne soit pas considérée comme menacée par l'Union internationale pour la conservation de la nature (UICN).
C'est avec cette espèce et avec les orques que Marineland affirme appliquer la méthode d'apprentissage basée sur le renforcement positif, encore appelée conditionnement opérant.
En 2025, les grands dauphins sont au nombre de douze : Sharky (F-1982, 43 ans), Malou (F-1984, 41 ans), Rocky (M-1997, 28 ans), Dam (M-1999, 26 ans), Neo (M-2006, 19 ans), Nala (F-2010, 15 ans), Tux (M-2011, 14 ans), Anya (F-2011, 14 ans), Jo (F-2011, 14 ans), Kai (M-2014, 11 ans), Lùa (F-2020, 5 ans) et Ollie (F-2020, 5 ans).
Plusieurs grands dauphins sont décédés depuis l'ouverture du parc, dont : Ona (F-1999-2004, 5 ans), Tex (M-1974-2005, 31 ans), Aurore (F-1981-2005, 24 ans), Manon (F-1993-2006, 13 ans), Fénix (M-2001-2009, 8 ans), Kaly (F-2003-2011, 8 ans), Joséphine (F-1973-2011, 38 ans), Écume (F-1981-2013, 32 ans) Éclair (M-1990-2015, 25 ans), Mila (F-2007-2015, 8 ans), Alizé (M-1992-2016, 24 ans), Lotty (F-1982-2020, 38 ans), etc.

### Ours polaires

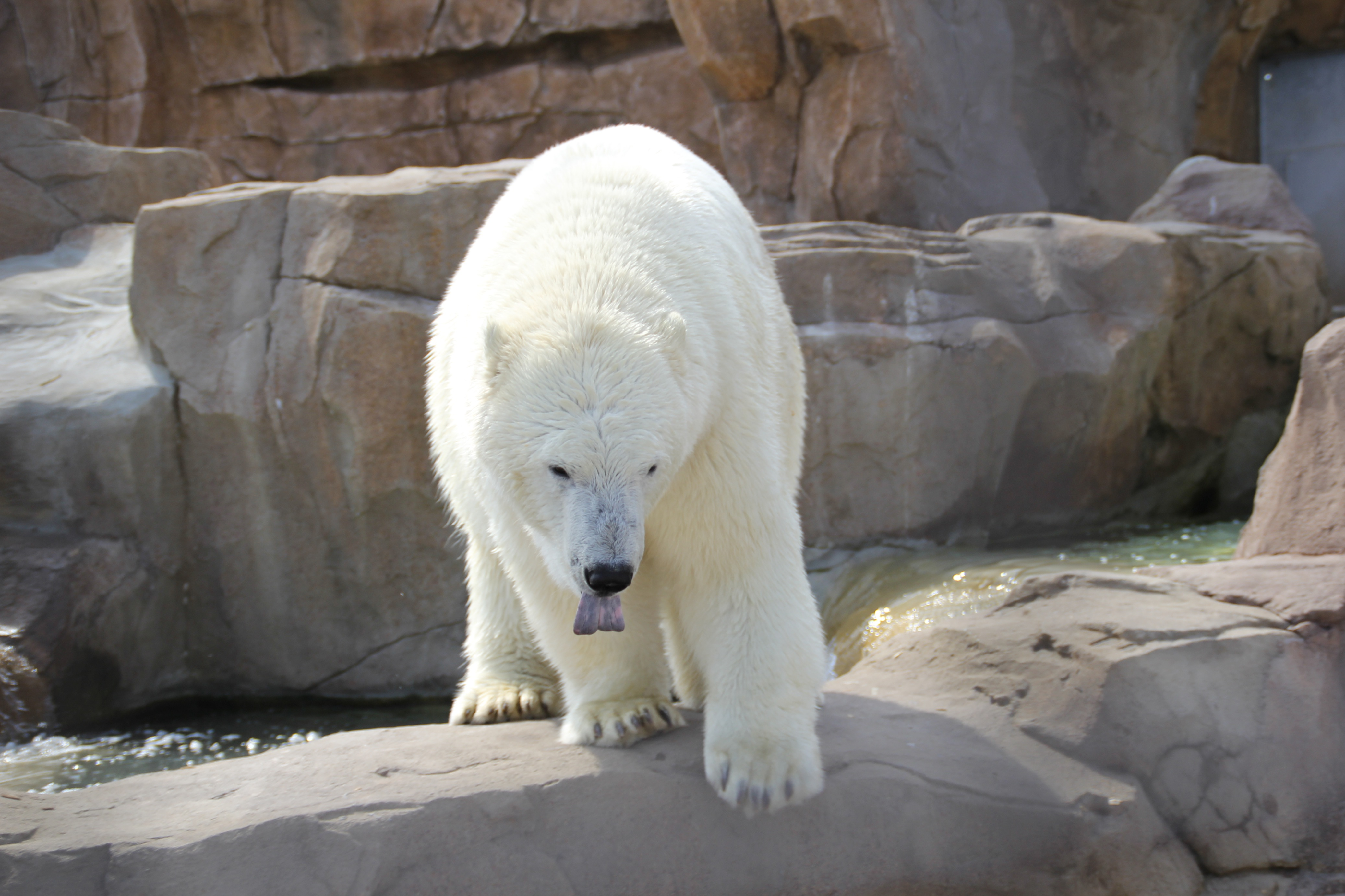
Un des ours polaires du parc.

En avril 2010, deux jeunes ours sont présentés au Marineland d'Antibes : Raspoutine, un mâle, et Flocke, une femelle. Ils sont tous les deux nés en captivité en 2007 au zoo de Moscou et au zoo de Nuremberg, respectivement. Ces ours ont été placés au Marineland par l'EAZA dans le cadre d'un programme d'élevage EEP. Ils bénéficient de piscines d'eau de mer maintenue à 14 °C, d'abris climatisés, et de deux grottes couvertes d'une épaisse couche de glace.
Fin novembre 2014, une petite oursonne voit le jour, premier petit issu des amours de Flocke et Raspoutine,. Elle est nommée Hope. En janvier 2018, étant sevrée, la jeune ourse est transférée au zoo Orsa Rovdjurspark (Suède) selon les recommandations du coordinateur du programme européen pour les espèces menacées (EEP). Fin décembre 2019, trois petits oursons voient le jour (une femelle, Tala, et deux mâles, Indiana et Yuma), fruits des amours de Flocke et Raspoutine, ce qui constitue un fait assez rare,.
En janvier 2020, le père quitte Antibes pour le Yorkshire Wildlife Park (Angleterre) dans le cadre du programme européen d'élevage des ours polaires en captivité. Une pétition lancée par l'association de protection animale C'est assez ! avait recueilli 267 000 signatures pour demander le départ de l'ours polaire. Il y reste quelques mois avant d'être finalement transféré au zoo de Talinn (Estonie) en novembre 2020.
En juin 2021, la mère et ses triplés sont transférés à leur tour au Yorkshire Wildlife Park dans le cadre du programme européen d'élevage des ours polaires en captivité, offrant de meilleures conditions de vie aux animaux.

### Orques

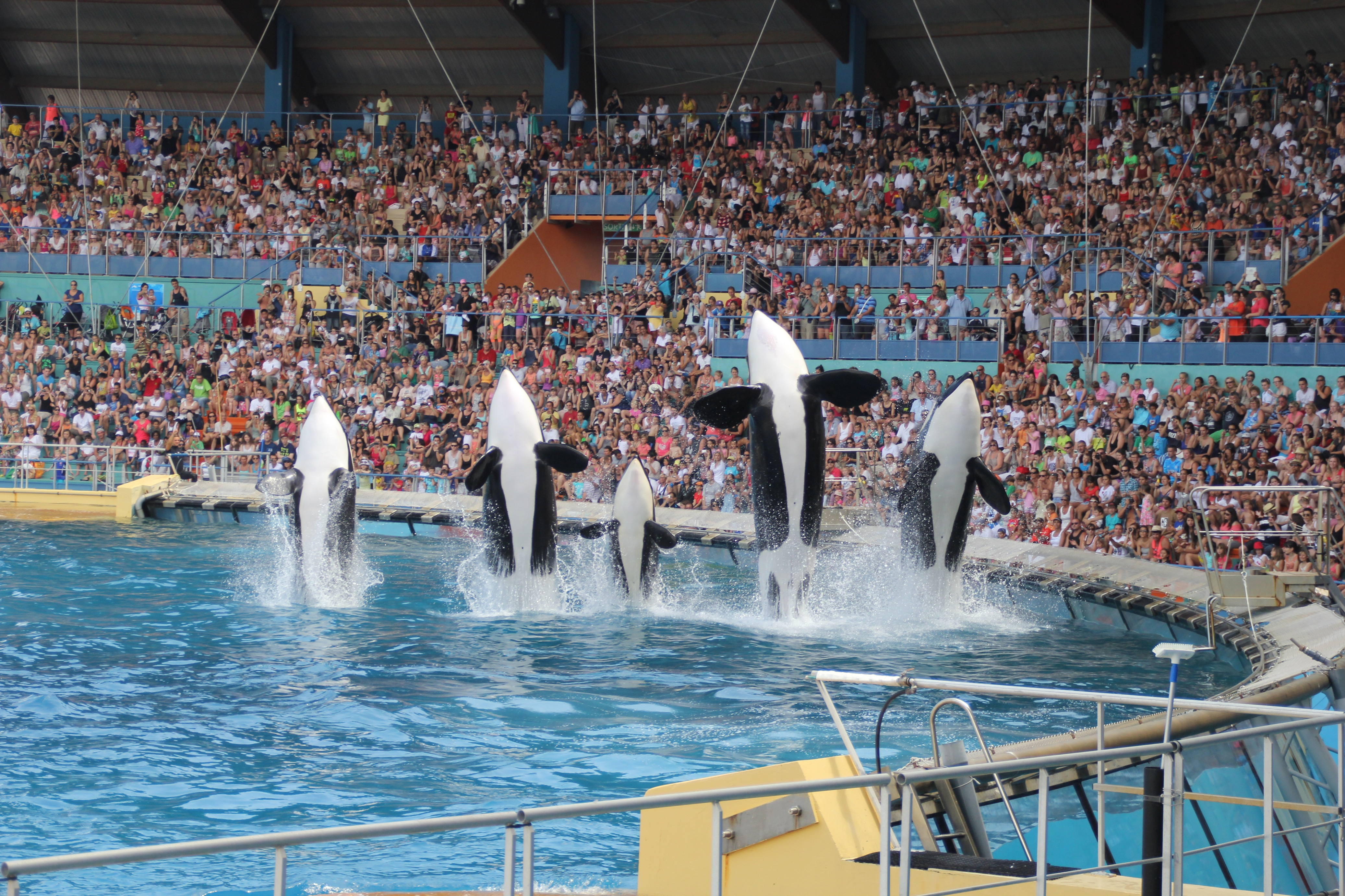
Orques en représentation.

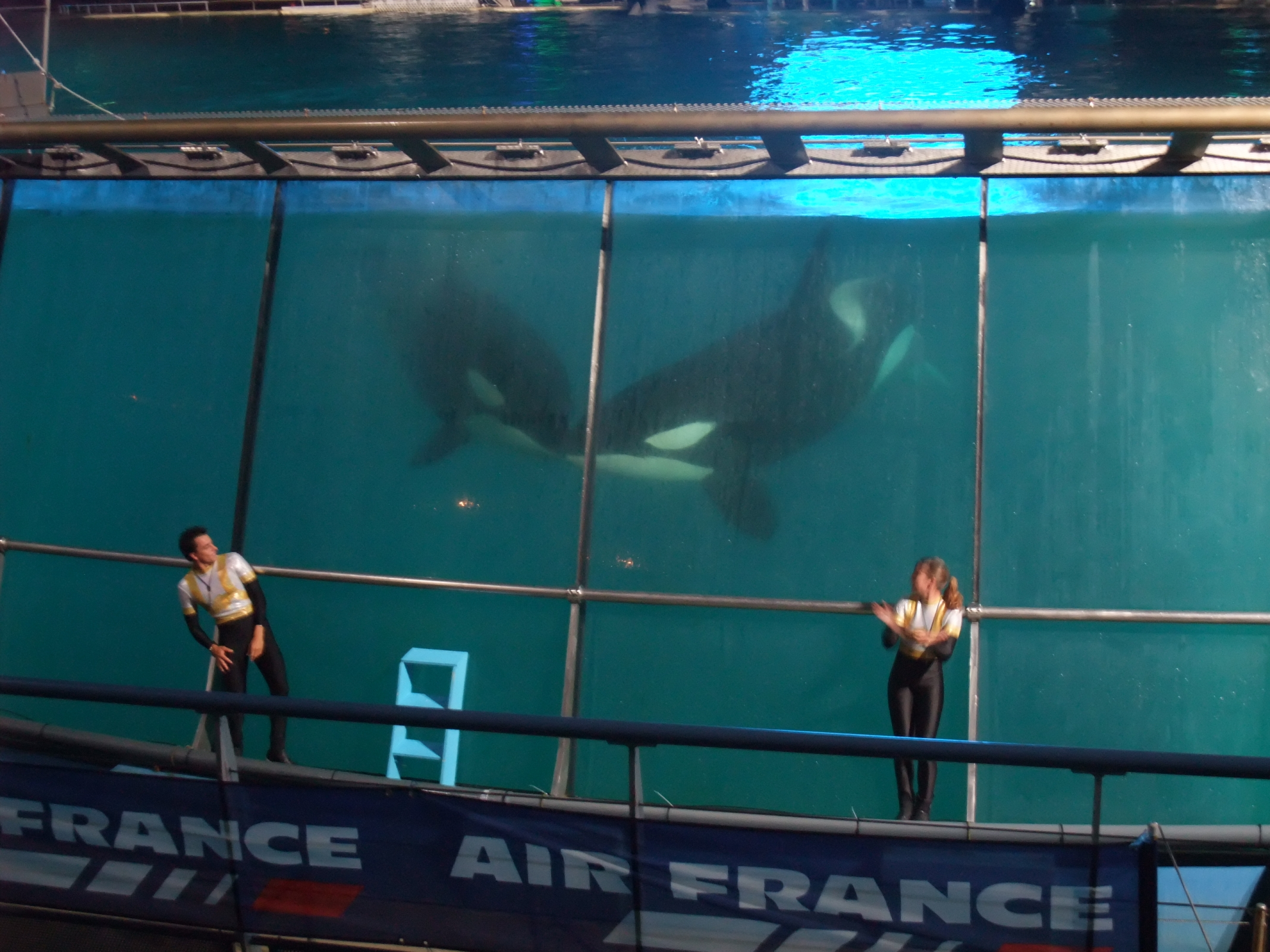
Bassin des orques.

Le Marineland d’Antibes est le seul parc français à présenter des orques. Actuellement, les orques sont au nombre de deux : Wikie (F 01/06/2001, 24 ans) et Keijo (M 20/11/2013, 12 ans. Une autre orque française, Shouka (F 25/02/1993, 31 ans) vit au Seaworld San Diego (États-Unis), où elle a été transférée après avoir vécu au Marineland d'Antibes. Les orques ne font pas partie d'un programme d'élevage EEP. Elles vivent dans un complexe de cinq bassins, contenant 44 millions de litres d'eau de mer : un bassin principal pour les spectacles (11 mètres de profondeur, 64 mètres de longueur et 32 mètres de largeur, parois vitrées en méthacrylate : 4,60 m de haut, 64 m de long, 17 cm d'épaisseur, construit par la société de construction métallurgique Eiffel, avec gradins pouvant accueillir de 3 600 à 4 000 personnes), et quatre autres bassins un peu moins profonds dont un lagon et un bassin de soin.
- Calypso (F 1960-12/1970, 10 ans) ;
- Clovis (M 1969-02/1973, 4 ans) ;
- Kim (M 1971-24/07/1982, 11 ans) ;
- Betty (F 1975-08/09/1987), 12 ans) ;
- Tanouk (M 1985-24/10/2000), 15 ans) ;
- Kim II (M 1980-23/11/2005, 25 ans) ;
- Sharkane (F 1986-03/01/2009, 23 ans) ;
- Freya (F 1980-20/06/2015, 35 ans) ;
- Valentin (M 13/02/1996 - 12/10/2015, 19 ans) ;
- Moana (M 16/03/2011 - 18/10/2023, 12 ans) ;
- Inouk (M 23/02/1999 - 28/03/2024, 25 ans)
- quatre petits mort-nés (03/1991, 04/1993, 03/2001, 04/2003).

### Aquarium
Le parc présente également des requins gris (Carcharhinus plumbeus), requins nourrices (Ginglymostoma cirratum), requins taureaux (Carcharias taurus), hippocampes, tortues Caouanne (Caretta caretta), raies pastenague américaines (Dasyatis americana), de très nombreuses autres espèces de poissons, ainsi que des invertébrés (coraux, holothuries, étoiles de mer, gorgones).
Au sein de l'aquarium, un tunnel vitré de 30 m permet de traverser l'aquarium des requins. Marineland est à la pointe de la reproduction de poissons, qui n'avaient jusque là jamais fait l'objet de programmes de reproduction en Europe : le poisson rasoir Aeoliscus strigatus et le Gramma dejongi, un poisson de récif quasi inaccessible, ainsi que le Pseudanthias squamipinnis. Ces programmes de reproduction en milieu contrôlé permettent d'éviter les prélèvements dans la nature pour le monde des aquariums. Marineland est membre de l'Union des conservateurs d'aquariums, et de l'European union of aquaria conservators.
En 2020, le département aquarium de Marineland collabore avec le Musée océanographique de Monaco et l'aquarium Océanopolis (Brest) à l'occasion d'une première mondiale : la reproduction en aquarium de poisson hachette nain (Parapriacanthus (en) ransonneti), petit poisson dont la reproduction en aquarium permettra de lutter pour la survie de l'espèce.

## Autres installations
Marineland Parcs dispose aussi :

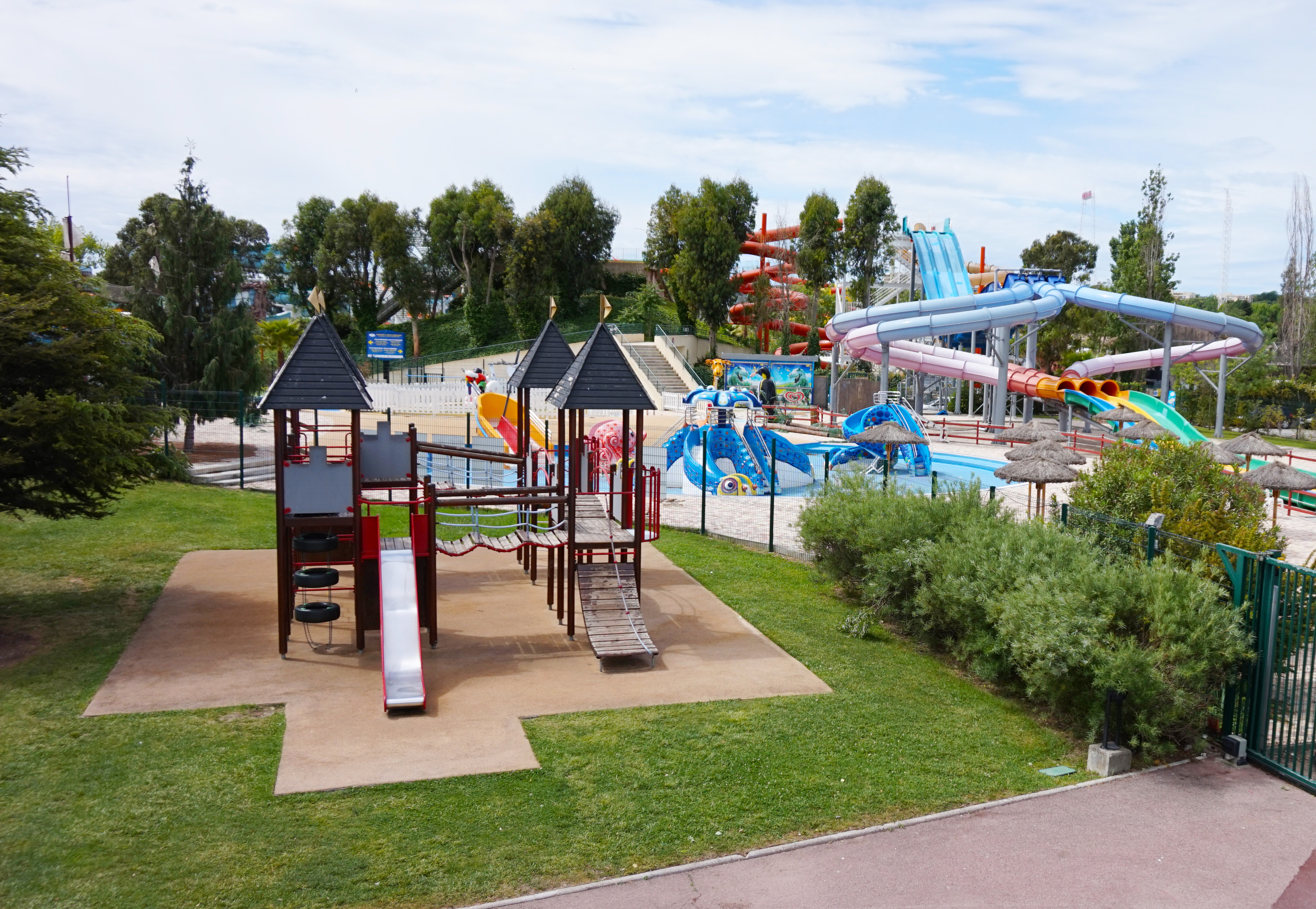
Aire de jeux et aperçu du parc aquatique du Marineland.

- d'un parc aquatique (Aquasplash) composé de sept toboggans à sensation, d'une piscine à vagues, d'espace de détente (lagon de baignade de différentes profondeurs, de bassins et petits toboggans destinés aux jeunes enfants ;
- d'un minigolf (Adventure Golf) constitué de trois parcours de 18 trous ;
- d'un parc destiné aux jeunes enfants (Kid's Island) sur le thème des animaux de la ferme et des lémuriens ;
- d'un lagon destiné à la baignade et à la détente avec solarium et plage de sable (Marineland Lagoon) ;
- de Marineland Hotel, un hôtel trois étoiles de 95 chambres situé en bordure immédiate du parc, inauguré en 2015.

## Association Marineland
Dans le prolongement du CRC et de l'association RIMMO (acronyme de Réserve Internationale Maritime en Méditerranée Occidentale, première association créée par Marineland et qui organise des conférences), créée par le premier dirigeant en 1992, Marineland crée en 2011 son association d'entreprise, l'Association Marineland.
Cette association a pour vocation la conservation de la biodiversité marine. Elle fait de la sensibilisation auprès du grand public, soutient la recherche scientifique et participe à des programmes de conservation des espèces menacées sur le terrain.
En 2014, cette association soutient, entre autres, la recherche sur les orques en Norvège, la conservation du phoque moine de Méditerranée, les tortues marines de Méditerranée, les mangroves et les lémuriens de Madagascar,. Elle soutient l'étude du requin peau bleue de Méditerranée par l'association Stellaris, et l'étude des cétacés.
En 2016, elle participe à la surveillance d'une plage de Saint-Aygulf sur laquelle une touriste avait signalé la ponte d'une tortue Caouanne,.
En 2017, elle crée et gère un Centre de Réhabilitation de la Faune Sauvage, hôpital pour les tortues marines en difficulté, qui y sont soignées avant d'être remises à la mer,,,,. Ce CRFS est membre de l'Union Française des Centres de Sauvegarde de la faune sauvage.
Marineland organise ou participe régulièrement à de nombreuses actions caritatives : « Dreamnight at the zoo »,,,, « Rêves d’enfants malades »,, ou encore « Journée solidaire Petits Princes ».
L'association organise régulièrement des nettoyages de plage et des fonds marins, lors des évènements « Antib'lastique » et « Opération Manta ». Les déchets récoltés sont analysés avant d'être valorisés dans les différentes filières de tri sélectif, et les données ainsi récoltées (type et quantité de déchets selon la saisonnalité) sont ainsi transmis au Programme de surveillance des déchets marins, qui est coordonné par l’AFB, Agence Française pour la Biodiversité, et piloté par IFREMER.
Pendant la période de confinement de mars à mai 2020, les activités du Centre de Réhabilitation de la Faune Sauvage de l'Association Marineland se poursuive normalement, avec les soins apportés à trois tortues marines hospitalisées. L'une d'entre elles est remise à la mer pendant le confinement, les deux autres en juin (la jeune tortue baptisée Emma, retrouvée dérivante et attaquée par les oiseaux marins, dont une radiographie a révélé une fracture du membre thoracique droit) et en juillet 2020 (la tortue baptisée Ana, atteinte d'une infection pulmonaire, alourdie par 3 kg d'anatifes, et ayant ingéré un sac plastique).

## Conservation
Marineland participe à onze programmes programmes européens pour les espèces menacées (EEP) ou (ESB). Les programmes européens EEP d'élevage et de conservation d'espèces menacées sont apparus en 1985. Un tel programme a pour but d'encourager, de surveiller et de donner des conseils pour favoriser l'élevage d'une espèce menacée en lui conservant ses caractéristiques naturelles, avec pour finalité une éventuelle réintroduction dans la nature ou un renforcement de la population sauvage par l'adjonction de spécimens élevés en parcs zoologiques. Leur gestion est assurée au niveau européen par l'Association européenne des zoos et aquariums (EAZA).
| Nom vernaculaire     | Nom scientifique       | Type de programme |
| Ours polaire         | Ursus maritimus        | EEP               |
| Grand dauphin        | Tursiops truncatus     | EEP               |
| Manchot de Humboldt  | Spheniscus humboldti   | EEP               |
| Requin gris          | Carcharhinus plumbeus  | ESB               |
| Otarie de Californie | Zalophus californianus | ESB               |
| Otarie de Patagonie  | Otaria byronia         | ESB               |
| Raie à points bleus  | Taeniura lymma         | ESB               |
| Otarie de Steller    | Eumetopias jubatus     | ESB               |
| Manchot royal        | Aptenodytes patagonica | EEP               |
| Gorfou sauteur       | Eudyptes chrysocome    | EEP               |
| Lémurien             | Lemur catta            | ESB               |

Le parc fut longtemps coordinateur du programme européen dédié au requin gris (Carcharhinus plumbeus), une espèce classée vulnérable par l'Union internationale pour la conservation de la nature (UICN), avant de passer la main à l'aquarium de Gênes.
Depuis 2011, l'Association Marineland porte le projet de conservation des tortues marines « ObsTortueMed », qui concerne les trois espèces évoluant au large des côtes azuréennes et varoises : tortue caouanne, tortue luth et tortue verte, inscrites sur la liste rouge de l’UICN. Ce programme vise à enrichir les données afin de cibler les politiques de conservation et ainsi mieux protéger l’espèce en fonction de son stade ontogénétique[réf. nécessaire].
Le programme comprend plusieurs volets : campagne de sensibilisation et de communication ; relevé des observations de tortues marines afin de mieux connaître leurs répartitions géographiques et temporelles, la taille des individus et leur comportement ; intervention sur les tortues échouées (prise en charge vétérinaire, réhabilitation et relâcher ; autopsies en partenariat avec le laboratoire vétérinaire départemental des Alpes Maritimes). Le bilan de chaque campagne annuelle est publié dans les annales du Muséum d'histoire naturelle de Nice et contribue à l'établissement du rapport annuel du réseau de surveillance des échouages de tortues marines.
En 2015 et 2016, dans le cadre de la mission Caretta, il a entamé un processus de réintroduction de trois tortues caouannes nées en captivité en 2011 (espèce classée en danger par l'UICN). Celles-ci sont placées dans un bassin naturel fermé par un filet, dans les ruines du port Mallet, au Cap d'Antibes, entre le port de l'Olivette et la plage des Ondes. Elles y resteront jusqu'au 31 octobre, période pendant laquelle leur capacité à survivre seules sera évaluée.

### Échouages d'animaux marins
Des professionnels de Marineland sont détenteurs de la carte verte du Réseau National Échouage de l'observatoire Pelagis (université de La Rochelle, CNRS), et de la carte verte du Réseau Échouage des Tortues Marines de la Société herpétologique de France. Ils sont donc habilités pour intervenir auprès des animaux en difficulté, échoués, qu'ils soient vivants ou morts. Ces interventions sont réglementées car elles concernent des espèces protégées.
C'est dans ce contexte que l'association du parc, Association Marineland, ouvre en 2017 un centre de soins et de réhabilitation de la faune sauvage dédié aux tortues marines trouvées en difficulté. Ce CRFS est membre de l'Union française des centres de sauvegarde de la faune sauvage.
En août 2022, un bélouga s'égare dans la Seine, remontant le fleuve sur plus de 150 km en direction de Paris. L'équipe de Marineland est sollicitée par la préfecture de l'Eure pour son expertise en matière de translocation de cétacés,.

## Recherche scientifique
Le Marineland d'Antibes a créé le Centre de Recherche sur les Cétacés (CRC) en 1998, devenu le Centre de Recherche pour la Conservation en 2009, afin d'élargir son champ d'étude à l'ensemble de la faune marine.
Les chercheurs de ce centre ont réalisé de nombreuses études, majoritairement in situ, c'est-à-dire en pleine mer, mais également quelques études ex situ, au sein du Marineland.

### Recherchein situ
Les études réalisés concernent toutes l'écologie et l'éthologie des populations de cétacés sauvages.
Parmi celles qui ont fait l'objet d'une publication dans une revue internationale à comité de lecture, on trouve des études concernant l'habitat et les comportements d'alimentation des grands cachalots en mer Méditerranée, d'autres sur les relations de compétition entre niches écologiques pour l’alimentation entre les cachalots, les dauphins de Risso et les globicéphales noirs,, sur les distributions des rorquals communs et des grands dauphins dans le sanctuaire Pelagos.
En 2018, la spécialiste des tortues marines du parc contribue à une recherche sur la physiologie énergétique comparative des tortues Caouannes de Méditerranée et de l’Atlantique-Nord.
Marineland collabore depuis 2016 avec l'Institut français de recherche pour l'exploitation de la mer (IFREMER) et l’AMOP3 sur une étude portant sur l’impact de la pêche palangrière ciblant le thon rouge sur la raie pélagique Pteroplatytrygon violacea dans le cadre du projet REPAST. Ce projet consiste à quantifier l’impact de la pêcherie palangrière du thon rouge sur les espèces sensibles, à tester des mesures permettant d’augmenter la sélectivité de la palangre, d’atténuer les impacts défavorables et d’améliorer les connaissances biologiques et écologiques des espèces sensibles dans le golfe du Lion. Cette étude a donné lieu à la rédaction d’un article scientifique en co-auteurs Marineland et Ifremer dans le Journal Biological Conservation.

### Rechercheex situ
Plusieurs études menées dans les bassins du parc par le CRC ou des chercheurs extérieurs ont fait l'objet de publication dans des revues à comité de lecture. L'une porte sur l'analyse de l'incorporation des isotopes stables provenant de la nourriture chez des cétacés captifs, l'autre sur l'évaluation de l'exposition des orques captives à des contaminants (composés organochlorés et hydrocarbures aromatiques polycycliques) via leur alimentation.
En 2016, le parc met à la disposition du CNRS les animaux du parc pour une étude sur le microbiome cutané, particulièrement méconnu chez les cétacés. Cette recherche a fait l’objet d’une publication dans la revue Nature en novembre 2017 et permet de renforcer la connaissance de ces animaux pour une éventuelle application en mer.
En 2018, l'une des recherches effectuées dans le parc par l'université de Madrid sur la mémoire des orques a un retentissement international,,,,,. Cette recherche est également récompensée lors de la Conférence Internationale IMATA (International Marine Trainer Association) avec le prix du meilleur travail de conditionnement opérant,, et l'award de la meilleure première présentation.

## Économie
C'est la société nommée Marineland qui gère le parc, en septembre 2014 son chiffre d'affaires est alors de 37,3 millions d'euros, avec un résultat net de 5,5 millions d'euros. Parques Reunidos en est l'actionnaire majoritaire via la société Delphinus (85 %). Le groupe espagnol a quant à lui pour actionnaire majoritaire le fonds d'investissement britannique Arle Capital Partners, puis les fonds d'investissement EQT Partners et Elliott Management.
En 2002, il emploit 220 personnes de manière permanente, et jusqu'à 550 l'été. En 2015, il en emploit toujours environ 200.
Les visiteurs sont au nombre de 850 000 en 1991 et de 1 200 000 en 1996. En 2005, la fréquentation est de 1,25 million de visiteurs. Elle se situait entre 1,2 million et 1,3 million, de visiteurs en 2014. En 2015, le parc est fermé après les intempéries du 4 octobre, la fréquentation de cette année-là n'est pas connue. Il rouvre le 21 mars 2016 et enregistre une fréquentation à 900 000 visiteurs en fin d'année. En 2017, le parc reçoit 850 000 visiteurs.
Au 30 septembre 2018, la société a réalisé un chiffre d'affaires de 21 904 300 € et enregistré une perte nette de 4 566 300 €. Son effectif moyen annuel était de 250 salariés au 30 septembre 2017.

## Controverses

### Captivité des cétacés
À la suite de la diffusion en France du film Blackfish, par la chaîne Arte en juin 2014, la présence d'orques en captivité est de plus en plus remise en question par des associations et une partie de l'opinion publique. Contrairement à ce qu'a déclaré à la presse l'ancien directeur du parc, Bernard Giampaolo, au moins une attaque d'orque sur un soigneur a déjà eu lieu au Marineland d'Antibes[source insuffisante].
La controverse autour des orques captives ne concerne pas que la sécurité des soigneurs, elle englobe aussi la santé physique et mentale de ces animaux. Ainsi, malgré les efforts du parc pour assurer la bonne reproduction des orques, il y a eu seulement assez de naissances pour compenser les décès, au nombre de 13 en comptant un décès survenu dans un autre parc (dont 4 mort-nés).
La longévité des orques a été étudiée en milieu naturel mais les données sont encore incomplètes, elles varient en fonction du sexe, et en fonction du type d'orques (résidentes ou nomades). Chez les orques sauvages résidentes du Pacifique Nord l'espérance de vie moyenne est de 50,2 ans pour les femelles et 29,2 ans pour les mâles.
Parmi les orques mortes au Marineland, deux sont des orques résidentes du Pacifique Nord, cinq sont des orques du type 1 de l'Atlantique Nord (résidentes), et une est une orque née captive dont les parents étaient des orques de type 1 de l'Atlantique Nord. La moyenne d'âge du décès chez les deux orques du Pacifique Nord est inférieure à celle des mêmes orques en milieu sauvage.
Les associations opposées à la captivité des cétacés estiment que les conditions de vie sont trop éloignées des conditions de vie en milieu naturel et ne permettent pas de répondre aux besoins physiologiques de ces espèces (dauphins et orques). En effet, les cétacés sauvages ont un éthogramme riche : chasse de poissons vivants, fouissement du sable pour la recherche de mollusques, nage sur de longues distances, vie familiale, etc.
En 2018, Marineland a reçu l’agrément Humane Certified qui garantit la qualité des soins et du bien-être des animaux de Marineland et de Kid’s Island,.
La loi du 30 novembre 2021 contre la maltraitance animale, prévoyant l'interdiction de la captivité des cétacés en 2026, pousse Marineland a envisager des solutions pour relocaliser ses orques captives. Un projet de transfert dans un delphinarium japonais serait à l'étude. Les associations One Voice et Sea Shepherd critiquent cette option qui priverait les orques d'une vie exempte d'exploitation, et recommandent un transfert dans un sanctuaire,.

### Captivité des ours polaires
La présence des ours polaires au Marineland soulève notamment une controverse liée à leur bien-être. En effet, malgré la volonté de faire bénéficier aux ours polaires de températures de l'air plus basses que celles d'Antibes (grottes de glace, locaux de nuit climatisés, bassins à 14 °C), ces températures restent assez différentes des températures de l'environnement naturel des ours polaires.
Elle soulève aussi une controverse liée à la cohérence de la participation du parc au Programme d'élevage européen (EEP) de l'espèce. L'organisme international de protection des ours polaires Polar Bear International affirme que la reproduction en parc zoologique est une solution pour préserver l'espèce et que les ours du Marineland jouent le rôle d'ambassadeur auprès du public pour le sensibiliser au réchauffement climatique, cause principale de la diminution de l'espace vital de l'espèce et donc de son déclin. Les détracteurs de cette participation à l'EEP font quant à eux remarquer que la climatisation de l'air des grottes, le maintien de l'eau de mer à 14 °C (pourtant naturel, via une eau pompée à 70 m de profondeur en mer) et la fabrication de la glace, procédés nécessaires au maintien des ours polaires dans un climat méditerranéen génèrent des gaz à effet de serre et contribuent donc à ce réchauffement. Ils arguent que cet EEP sera vain si aucun effort suffisant n'est fait pour réduire ces émissions et préserver la banquise, afin d'y réintroduire l'espèce dans le futur.

### Procès
En 2002, le parc est poursuivi au civil par des riverains et condamné par le Tribunal de grande instance de Grasse à détruire une partie de ses installations. Celles-ci dépassent les 250 m2 réglementaires fixés par un texte de 1926 et leur construction a été permise grâce à l'appropriation de voies de circulation, elles ont donc été jugées non conformes au cahier des charges du lotissement du domaine de la Brague dans lequel le parc est construit. Le jugement est confirmé par la cour d'appel d'Aix-en-Provence en 2006, mais n'a pas été mis à exécution, la direction ayant préféré trouver un arrangement financier amiable avec les plaignants. En 2011, ce sont d'autres riverains, gérants d'un camping voisin, qui annoncent vouloir demander la destruction d'installations.
En 2002, Marineland attaque en justice une association de défense des orques captives, AARLUK, devant le tribunal de commerce de Grasse pour avoir publié des photos du transfert de l'orque Shouka vers les États-Unis où elle était attendue comme reproductrice. Le procès sera perdu par le parc en 2004, débouté sur les accusations d'atteinte au droit à l'image et de diffamation.

## Émissions et films tournés au Marineland
- Au cours des décennies 1980 à 2010, de nombreuses émissions de télévisions pédagogiques sont tournées à Marineland : C'est pas sorcier[171],[172], Les animaux de la 8[173], Dans les coulisses de Marineland notamment.
- 1988 : Le Grand Bleu de Luc Besson. Le film est inspiré de la vie des apnéistes Jacques Mayol et Enzo Maiorca avec Jean-Marc Barr, Jean Reno, Rosanna Arquette et le grand dauphin vedette du parc Joséphine.
- 2003 : Les Clefs de bagnole de Laurent Baffie. Dans une scène du film, Laurent Baffie, qui joue son propre rôle, nage avec des dauphins.
- 2012 : De rouille et d'os de Jacques Audiard avec Marion Cotillard qui joue le rôle d'une soigneuse d'orques, amputée des jambes après s'être fait attaquer par un de ces animaux.